# Andriej Giricz
Andriej Iwanowicz Giricz (ros. Андрей Иванович Гирич, ur. 28 grudnia 1918 w Jagodzinie, zm. 11 kwietnia 1973 w Monino) – radziecki lotnik wojskowy, generał major lotnictwa, Bohater Związku Radzieckiego (1945).

## Życiorys
Urodził się w ukraińskiej rodzinie robotniczej. Skończył szkołę w Kijowie w 1938 i kijowski aeroklub, był pomocnikiem kapitana parowca rzecznego, od 1939 służył w Armii Czerwonej, ukończył wojskową lotniczą szkołę pilotów w Odessie. Od 1941 należał do WKP(b), od czerwca 1941 uczestniczył w wojnie z Niemcami, do września 1944 jako dowódca eskadry 486 lotniczego pułku myśliwskiego 279 Lotniczej Dywizji Myśliwskiej 5 Armii Powietrznej 2 Frontu Ukraińskiego w stopniu majora wykonał 439 lotów bojowych, zestrzelił osobiście 15 samolotów wroga i 7 w grupie. Po wojnie dowodził dywizją, w 1950 ukończył Akademię Wojskowo-Powietrzną, a w 1958 Akademię Sztabu Generalnego i został kierownikiem katedry Akademii Wojskowo-Powietrznej. Dosłużył się w stopnia generała majora lotnictwa.

## Odznaczenia
- Złota Gwiazda Bohatera Związku Radzieckiego (23 lutego 1945)
- Order Lenina (23 lutego 1945)
- Order Czerwonego Sztandaru (4 września 1943)
- Order Suworowa III klasy (8 czerwca 1945)
- Order Czerwonej Gwiazdy (dwukrotnie - 5 listopada 1941 i 30 grudnia 1956)

I medale.